# Rio Crevedia (Neajlov)
O Rio Crevedia é um rio da Romênia, afluente do Chiricanu, localizado no distrito de Dâmboviţa.